# Gustav Bergström

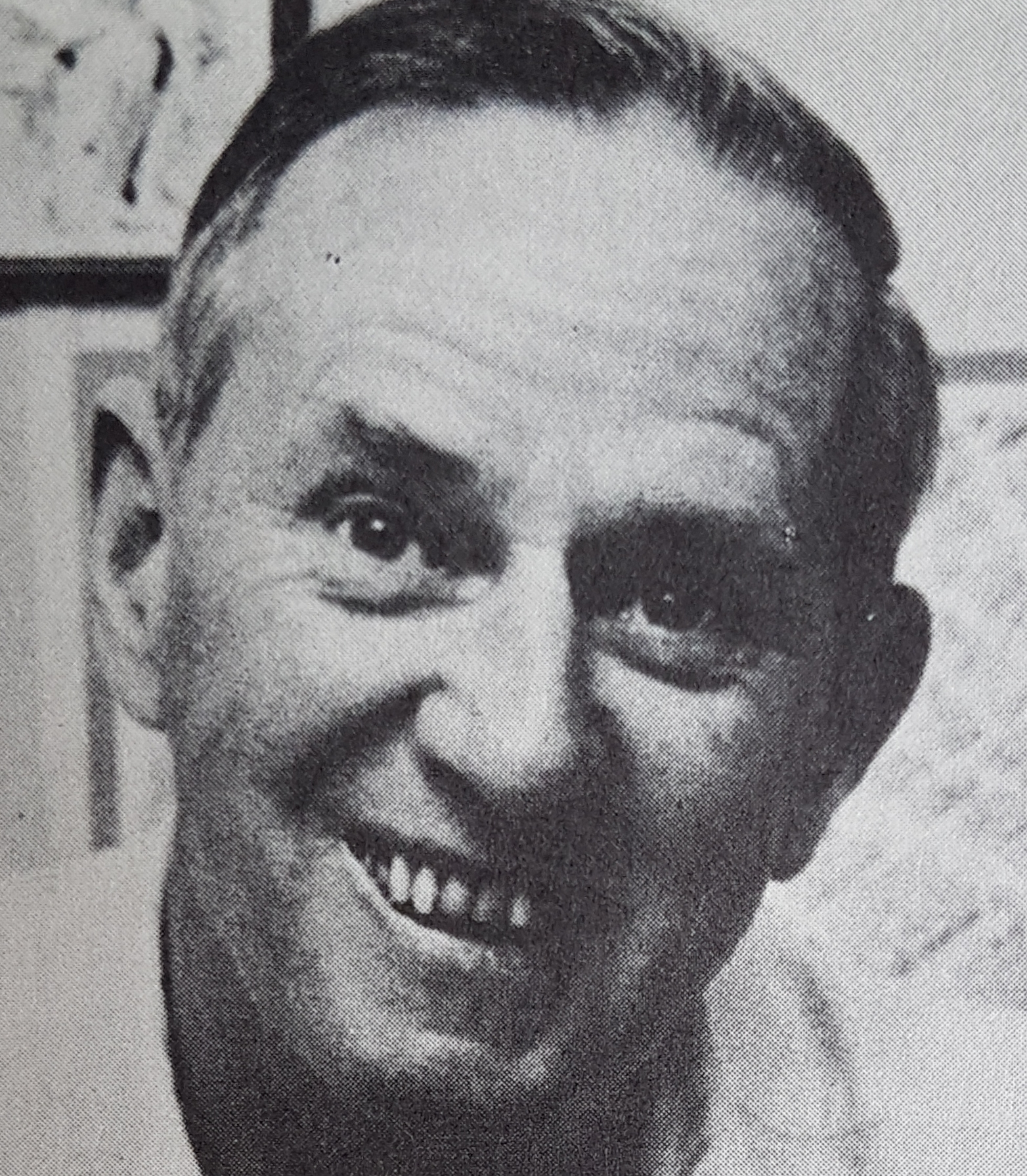
Gustav Bergström.

Gustav Viktor Bergström, född 10 januari 1899 i Stockholm, död 3 februari 1983 i Stockholm, var en svensk tecknare.
Han var son till köpmannen Gustav Bergström och Arvida Norman. Bergström  studerade konst vid Högre konstindustriella skolan i Stockholm 1916-1919. Efter studierna var han bosatt fem år i USA där han arbetade för Life och The New Yorker samt tjugo år i Juan les Pins i Frankrike. Som tecknare ritade han strips till Brainy Bill i Amerika 1925-1929 och Thomas Whisky i Spanien 1928-1929 för tidskriften Vi tecknade han serien Strömberg 1948-1949 samt serien Ville i Dagens Nyheter under 1950-talet. Som fristående tecknare medverkade han bland annat i Söndagsnisse-Strix, amerikanska Judge, tyska Lustige Blätter och argentinska Saber Vivir. Han medverkade i ett flertal samlingsutställningar bland annat i Saint-Etienne i Frankrike 1947. Under andra världskriget arbetade han som tolk för USA:s armé. Han utgav ett flertal illustrerade bokverk med skämtteckningar . Förutom skämtteckningar utförde han under krigsåren teckningar med verkliga händelser från kriget.